# لويس فيراري
لويس فيراري (بالإيطالية: Louis Ferrari)‏ هو موسيقي وملحن إيطالي، ولد في 14 أكتوبر 1910، وتوفي في 1988.

## وصلات خارجية
- لويس فيراري على موقع IMDb (الإنجليزية)
- لويس فيراري على موقع ميوزك برينز (الإنجليزية)
- لويس فيراري على موقع أول ميوزيك (الإنجليزية)
- لويس فيراري على موقع ديسكوغز (الإنجليزية)